# Bank One Corporation
Bank One Corporation és el sisè banc estatunidenc. Cotitza a la borsa de Nova York amb el símbol ONE. La companyia es va fusionar amb JP Morgan Chase l'1 de juny de 2004. Té la seu i quarter general a la torre Bank One Plaza (actualment la Chase Tower) a Chicago, Illinois.